# Ашур (бог)
Ашур (на акадски: 𒀭𒊹) е националното божество на асирийците, персонификация на тяхната столица Ашур.
Първите сведения за божеството са от Староасирийския период през II хилядолетие пр. Хр., когато владетелите на Ашур се представят за наместници на земята на бога Ашур. Богът има малко лични характеристики извън символизирането на мощта на града, а след това и на империята, като свързваните с него митологични събития и родства обикновено са пренесени от други идентифицирани с него божества като Енлил. Култът към Ашур се запазва до постепенното налагане на християнството сред асирийците между I и V век сл. Хр.